# Венгрия на «Евровидении-2014»
Венгрия приняла участие в конкурсе песни «Евровидение 2014» в Копенгагене, Дания. Представитель был выбран путём национального отбора, состоящего из квалификации, двух полуфиналов и финала конкурса «A Dal 2014», организованным венгерским национальным вещателем «MTV».

## A Dal 2014
A Dal 2014 стал 3-м конкурсом венгерского национального финала, который выбрал представителя от Венгрии на «Евровидение 2014». 10 октября 2013 года «MTV» подтвердило участие Венгрии в конкурсе «Евровидение-2014» и открыло прием заявок для заинтересованных исполнителей и принимало записи песен до 1 декабря 2013 года. В конкурсе 2014 года «MTV» отменило правило языка, которое ранее требовало (песни должны были быть на венгерском языке), и таким образом разрешило принимать песни на английском языке, а также тринадцать признанных языков меньшинств в Венгрии: армянский, болгарский, хорватский, немецкий, греческий, польский, цыганский, румынский, русский, сербский, словацкий, словенский и украинский. Однако песни, которые были представлены на другом языке, кроме венгерского языка, были обязаны представляться с переводом текста песни на венгерский. В конце срока подачи заявок были получены рекордные 435 заявок на участие в конкурсе, в конечном итоге было выбрано тридцать песен для участия в национальном отборе.

### Формат
Формат конкурса состоял из шести этапов: три квалификационных, два полуфинала и финал. Три квалификации прошли 25 января 2014 года, 1 и 8 февраля 2014 года, состояли из десяти песен на каждом этапе и только шесть смогли пройти в полуфинал путём голосования жюри и телезрителей. Полуфиналы прошли 15 и 16 февраля 2014 года, в каждом из которых приняли участие девять конкурирующих песен, а две отобранные от жюри и две от телезрителей прошли в финал. В финале, который состоялся 22 февраля 2014 года, было представлено восемь исполнителей и их песни, из которых был выбран победитель для участия в конкурсе «Евровидение 2014». Все этапы конкурса вели Ева Новодомски и Габор Гундель Такача, а Левенте Харшаньи и Кристина Ратоньи провели закулисные интервью. Прошлогодний победитель конкурса ByeAlex также принял участие в шоу в качестве цифрового комментатора, который представлял доклады и факты, касающиеся конкурса.

### Жюри
Жюри принимало участие в каждом шоу, обеспечивая обратную связь с конкурирующими исполнителями и выбирая песни, которые продвигались в конкурсе. Жюри состояло из:
- Джено Чисар — телевидение и радиовещание
- Магди Ружа — венгерская певица и представительница от Венгрии на конкурсе песни «Евровидение 2007»
- Филипп Ракай — директор программы «MTV»
- Кати Ковач — певица, поэт и актриса

### Кандидаты
Десять членов жюри оценивали полученные заявки и объявили тридцать кандидатов в ходе пресс-конференции, которая состоялась 11 декабря 2013 года. Герко Рац, который был членом жюри и участвовал в группе «Fool Moon», а ранее представлял Венгрию на конкурсе песни «Евровидение 1997» как участник группы «VIP», также принимал участие в качестве сольного исполнителя на конкурсе «A Dal 2013 года». Боги, Деннис Пол, Гиги Радич, Лаура Ксперпес, Лилла Поляк и Тамаш Вастаг - все ранее участвовали в конкурсе «A Dal 2013» года. Линда Кирай и Виктор Кирай ранее соревновались в «A Dal 2012» в составе группы «Kiralys». Андраш Каллаи-Сондерс участвовал как в «A Dal 2012», так и в «A Dal 2013» года.
| Исполнитель                 | Песня                               | Музыка (м) / Текст (т) |
| --------------------------- | ----------------------------------- | --- |
| 2Beat or Not 2Beat          | «Come On Babe (Meg akarom mondani)» | Tibor Stefaich (м/т), József Dornai (т)                                                                                              |
| Каллаи-Сондерс              | «Running»                           | András Kállay-Saunders (м/т), Krisztián Szakos (м), István Tabár (т)                                                                 |
| Belmondo                    | «Miért ne higgyem»                  | Zoltán Czutor (м/т) |
| Bogi                        | «We All»                            | Zoltán Tóth G. (м/т), Péter Halász (т)                                                                                               |
| Bálint Gájer                | «Elmaradt pillanatok»               | Áron Romhányi (м), Bálint Gájer (м), Tamás Orbán (т)                                                                                 |
| BülBüls                     | «Minden mosoly»                     | Géza Demeter (м/т), Gábor Bruzsa (м)                                                                                                 |
| Depresszió                  | «Csak a zene»                       | Halász Ferenc (м/т), Ádám Hartmann (м), Dávid Nagy (м), Zoltán Kovács (м), Miklós Pálffy (м)                                         |
| Dénes Pál                   | «Brave New World»                   | Gatti di Amalfi (м), Vera Jónás (т), Ákos Dobrády (т), Kriszta Kotsy (т), Dénes Pál (т)                                              |
| Extensive                   | «Help Me»                           | Krisztián Héjja (м/т), Máté Horvay (м), Attila Dolmán (м)                                                                            |
| Fool Moon                   | «It Can’t Be Over»                  | Máté Bella (м), Gergő Rácz (м), Attila Galambos (т), Vajk Szente (т)                                                                 |
| Gabi Knoll                  | «Sweet Memories»                    | Mike Previti (м/т), Steve Horner (м/т), Gabi Knoll (т)                                                                               |
| Гиги Радич                  | «Catch Me»                          | Freja Blomberg (м), Maria Marcus (м), Charlie Mason (т)                                                                              |
| Group’N’Swing               | «Retikül»                           | Áron Romhányi (м), Márton Lombos (т)                                                                                                 |
| Heni Dér                    | «Ég veled»                          | Krisztián Burai (м/т), Henrietta Dér (м), Ernő Bodócki (м), Norbert Szabó (м)                                                        |
| Hien                        | «The Way I Do»                      | Nguyen Thanh Hien (м), Johnny K. Palmer (т)                                                                                          |
| HoneyBeast                  | «A legnagyobb hős»                  | Zoltán Kovács (м/т) |
| Иболья Олах                 | «1 percig sztár»                    | Ibolya Oláh (м/т) |
| Ёни                         | «Waterfall»                         | Johanna Tóth (м/т), Gabriella Wilson (м/т), Phil Greiss (м/т), Michael James Down (м/т), Emanule Abrahamsson (м/т), Tamás Pataki (т) |
| Laura Cserpes               | «Úgy szállj»                        | Péter Krajczár (м), László Mészáros (м), István Tabár (т)                                                                            |
| Leslie Szabó                | «Hogy segíthetnék»                  | Leslie Szabó (м/т) |
| Lil C                       | «Break Up»                          | Csaba Kelemen (м/т) Krisztián Burai (м), Ernő Bodóczki (м)                                                                           |
| Lilla Polyák                | «Karcolás»                          | Viktor Rakonczai (м), Gergő Rácz (м), Zsolt Homonnay (т), Johnny K. Palmer (т)                                                       |
| Linda Király                | «Everything»                        | Linda Király (м/т), Shannon Sanders (м), Tamás Király (т)                                                                            |
| Marge                       | «Morning Light»                     | Krisztián Szakos (м), Zsuzsanna Batta (т)                                                                                            |
| Muzikfabrik                 | «This Is My Life»                   | László Sövegjártó (м/т), András Rozmann (м), Szilárd Sinka (м), Ákos Hegyi (т)                                                       |
| Mystery Gang                | «Játssz még jazzgitár»              | Péter Egri (м/т) |
| New Level Empire            | «The Last One»                      | Zoltán Szilveszter Ujvári (м/т), Péter Krajczár (м), Sándor Nyújtó (м), Petra Mayer (м)                                              |
| Saci Szécsi and Böbe Szécsi | «Born To Fly»                       | Sarolta Szécsi (м/т), Zoltán Czutor (м), László «Diaz» Csöndör (м)                                                                   |
| Tamás Vastag                | «Állj meg világ»                    | Tamás Vastag (м/т), Johnny Sanchez (м/т), Erik Mjörnell (м/т), Samuel Gajicki (м/т), Primoz Poglajen (м/т)                           |
| Viktor Király               | «Running Out Of Time»               | Viktor Király (м/т), Diamond Duggal (м), Tamás Király (т)                                                                            |

### Квалификация

#### Квалификация (тур 1-й)
Первый тур квалификации состоялся 25 января 2014 года. Жюри назначали баллы десяти участвующим песням в первой тройке для дальнейшего продвижения в конкурсе. Остальные семь песен столкнулись с SMS голосованием, где были выбраны дополнительные три отборочных песни для  перехода в полуфинал. Песня «Running Out Of Time» в исполнении Виктора Кирали, «Morning Light» в исполнении Мардж и «Hogy segíthetnék» в исполнении Лесли Сабо были выбраны жюри для следующего этапа. Песня «1 percig sztár» в исполнении Иболья Олах, «Retikül» в исполнении Group'N'Swing и «Csak a zene» в исполнении Depresszió были выбраны путём SMS голосования.
 Голос от жюри
 SMS голосование
| №  | Исполнитель   | Песня                 | Д. Чисар | М. Ружа | Ф. Ракай | К. Ковач | Баллы от жюри | Результат       |
| -- | ------------- | --------------------- | -------- | ------- | -------- | -------- | ------------- | --------------- |
| 1  | Group'N'Swing | «Retikül»             | 8        | 8       | 9        | 9        | 34            | SMS голосование |
| 2  | Лаура Черпеш  | «Úgy szállj»          | 7        | 7       | 8        | 6        | 28            | Выбыл           |
| 3  | Lil C         | «Break Up»            | 7        | 7       | 8        | 8        | 30            | Выбыл           |
| 4  | Иболья Олах   | «1 percig sztár»      | 9        | 9       | 8        | 8        | 34            | SMS голосование |
| 5  | Extensive     | «Help Me»             | 7        | 7       | 8        | 8        | 30            | Выбыл           |
| 6  | Лесли Сабо    | «Hogy segíthetnék»    | 9        | 10      | 8        | 8        | 35            | Голос от жюри   |
| 7  | Хьен          | «The Way I Do»        | 8        | 9       | 8        | 7        | 32            | Выбыл           |
| 8  | Depresszió    | «Csak a zene»         | 8        | 8       | 8        | 9        | 33            | SMS голосование |
| 9  | Марж          | «Morning Light»       | 9        | 9       | 10       | 8        | 36            | Голос от жюри   |
| 10 | Виктор Кирай  | «Running Out Of Time» | 10       | 10      | 10       | 10       | 40            | Голос от жюри   |

#### Квалификация (тур 2-й)
Второй тур квалификации состоялся 1 февраля 2014 года, где жюри назначали баллы для десяти участвующих песен в первой тройке для дальнейшего продвижения в конкурсе. Остальные семь песен столкнулись с SMS голосованием, где были выбраны дополнительные три отборочных песни, чтобы перейти в полуфинал.
 Голос от жюри
 SMS голосование
| №  | Исполнитель           | Песня                | Д. Чисар | М. Ружа | Ф. Ракай | К. Ковач | Баллы от жюри | Результат       |
| -- | --------------------- | -------------------- | -------- | ------- | -------- | -------- | ------------- | --------------- |
| 1  | Хени Дер              | «Ég veled»           | 8        | 10      | 9        | 8        | 35            | SMS голосование |
| 2  | Бельмондо             | «Miért ne higgyem»   | 9        | 8       | 8        | 8        | 33            | Выбыл           |
| 3  | Ёни                   | «Waterfall»          | 9        | 9       | 10       | 8        | 36            | Голос от жюри   |
| 4  | 2Beat or Not 2Beat    | «Meg akarom mondani» | 8        | 7       | 8        | 7        | 30            | Выбыл           |
| 5  | Боги                  | «We All»             | 9        | 9       | 10       | 7        | 35            | Голос от жюри   |
| 6  | Тамаш Ваштаг          | «Állj meg világ»     | 9        | 8       | 9        | 9        | 35            | Выбыл           |
| 7  | Шаци Сечи и Бёбе Сечи | «Born To Fly»        | 8        | 7       | 8        | 7        | 30            | Выбыл           |
| 8  | Лилла Пояк            | «Karcolás»           | 8        | 7       | 8        | 8        | 31            | SMS голосование |
| 9  | Музикфабрик           | «This Is My Life»    | 8        | 9       | 8        | 9        | 34            | SMS голосование |
| 10 | Андраш Каллаи-Сондерс | «Running»            | 10       | 9       | 10       | 9        | 38            | Голос от жюри   |

#### Квалификация (тур 3-й)
Третий тур квалификации состоялся 8 февраля 2014 года, где жюри назначали баллы для десяти участвующих песен в первой тройке для дальнейшего продвижения в конкурсе. Остальные семь песен столкнулись с SMS голосованием, где были выбраны дополнительные три отборочных песни, чтобы перейти в полуфинал.
 Голос от жюри
 SMS голосование
| №  | Исполнитель      | Песня                  | Д. Чисар | М. Ружа | Ф. Ракай | К. Ковач | Баллы от жюри | Результат       |
| -- | ---------------- | ---------------------- | -------- | ------- | -------- | -------- | ------------- | --------------- |
| 1  | Гиги Радич       | «Catch Me»             | 8        | 8       | 8        | 8        | 32            | SMS голосование |
| 2  | Fool Moon        | «It Can't Be Over»     | 8        | 8       | 9        | 10       | 35            | Голос от жюри   |
| 3  | Балинт Гаер      | «Elmaradt pillanatok»  | 7        | 8       | 9        | 9        | 33            | Выбыл           |
| 4  | Габи Кнолл       | «Sweet Memories»       | 7        | 7       | 8        | 7        | 29            | Выбыл           |
| 5  | New Level Empire | «The Last One»         | 9        | 9       | 10       | 8        | 36            | Голос от жюри   |
| 6  | BülBüls          | «Minden mosoly»        | 8        | 7       | 8        | 7        | 30            | Выбыл           |
| 7  | Линда Кирай      | «Everything»           | 9        | 9       | 8        | 8        | 34            | Выбыл           |
| 8  | Honeybeast       | «A legnagyobb hős»     | 8        | 8       | 9        | 9        | 34            | SMS голосование |
| 9  | Денеш Пал        | «Brave New World»      | 10       | 10      | 10       | 8        | 38            | Голос от жюри   |
| 10 | Mystery Gang     | «Játssz még jazzgitár» | 8        | 7       | 9        | 7        | 31            | SMS голосование |

### Первый полуфинал
Первый полуфинал состоялся 15 февраля 2014 года, где жюри назначали баллы для девяти участвующих песен, из которых были выбраны только две, которые продолжат продвижения в конкурсе. Остальные семь песен столкнулись с SMS голосованием, где были также выбраны дополнительные три отборочных песни, чтобы перейти в финал.
 Голос от жюри
 SMS голосование
| № | Исполнитель      | Песня                  | Д. Чисар | М. Ружа | Ф. Ракай | К. Ковач | Баллы от жюри | Результат       |
| - | ---------------- | ---------------------- | -------- | ------- | -------- | -------- | ------------- | --------------- |
| 1 | Mystery Gang     | «Játssz még jazzgitár» | 8        | 8       | 8        | 7        | 31            | Выбыл           |
| 2 | Ёни              | «Waterfall»            | 7        | 7       | 8        | 8        | 30            | Выбыл           |
| 3 | Виктор Кирай     | «Running Out Of Time»  | 10       | 10      | 10       | 9        | 39            | Голос от жюри   |
| 4 | Group'N'Swing    | «Retikül»              | 7        | 8       | 8        | 9        | 32            | Выбыл           |
| 5 | Боги             | «We All»               | 10       | 10      | 10       | 8        | 38            | Голос от жюри   |
| 6 | Depresszió       | «Csak a zene»          | 8        | 9       | 8        | 9        | 34            | SMS голосование |
| 7 | Лесли Сабо       | «Hogy segíthetnék»     | 8        | 10      | 9        | 8        | 35            | Выбыл           |
| 8 | Гиги Радич       | «Catch Me»             | 8        | 8       | 8        | 8        | 32            | Выбыл           |
| 9 | New Level Empire | «The Last One»         | 9        | 9       | 10       | 8        | 36            | SMS голосование |

### Второй полуфинал
Второй полуфинал состоялся 16 февраля 2014 года, где жюри назначали баллы для девяти участвующих песен, из которых были выбраны только две, которые продолжат продвижения в конкурсе. Остальные семь песен столкнулись с SMS голосованием, где были также выбраны дополнительные три отборочных песни, чтобы перейти в финал.
 Голос от жюри
 SMS голосование
| № | Исполнитель    | Песня              | Д. Чисар | М. Ружа | Ф. Ракай | К. Ковач | Баллы от жюри | Результат       |
| - | -------------- | ------------------ | -------- | ------- | -------- | -------- | ------------- | --------------- |
| 1 | Muzikfabrik    | «This Is My Life»  | 9        | 8       | 8        | 9        | 34            | Выбыл           |
| 2 | Лилла Пояк     | «Karcolás»         | 8        | 8       | 8        | 8        | 32            | Выбыл           |
| 3 | Денеш Пал      | «Brave New World»  | 10       | 10      | 10       | 8        | 38            | SMS голосование |
| 4 | HoneyBeast     | «A legnagyobb hős» | 9        | 10      | 9        | 9        | 37            | SMS голосование |
| 5 | Марж           | «Morning Light»    | 9        | 9       | 9        | 8        | 35            | Выбыл           |
| 6 | Каллаи-Сондерс | «Running»          | 10       | 10      | 10       | 10       | 40            | Голос от жюри   |
| 7 | Иболья Олах    | «1 percig sztár»   | 8        | 9       | 8        | 8        | 33            | Выбыл           |
| 8 | «Fool Moon»    | «It Can't Be Over» | 9        | 10      | 9        | 10       | 38            | Голос от жюри   |
| 9 | Хени Дер       | «Ég veled»         | 9        | 9       | 9        | 8        | 35            | Выбыл           |

### Финал
Финал состоялся 22 февраля 2014 года. Четыре песни из каждого полуфинала, восемь песен в общей сложности, имели право конкурировать. В первом туре жюри выбрало четыре лучших песни, чтобы перейти ко второму туру. Сразу после каждого выступления жюри объявляло свои голоса после всех выступлений. Иная система голосования для жюри использовалась: 4 очка для четвёртого места, 6 очков для песни на третьем месте, 8 очков для песни на втором месте и 10 очков для песни на первом месте. Во втором туре общественное СМС голосование исключительно решило, какая песня победит на конкурсе.
| № | Исполнитель      | Песня                 | Д. Чисар | М. Ружа | Ф. Ракай | К. Ковач | Жюри | SMS |
| - | ---------------- | --------------------- | -------- | ------- | -------- | -------- | ---- | --- |
| 1 | Depresszió       | «Csak a zene»         | 0        | 0       | 0        | 0        | 0    | –   |
| 2 | Боги             | «We All»              | 10       | 6       | 10       | 0        | 26   |     |
| 3 | Каллаи-Сондерс   | «Running»             | 4        | 10      | 8        | 8        | 30   | 1-й |
| 4 | New Level Empire | «The Last One»        | 8        | 0       | 0        | 4        | 12   | –   |
| 5 | Денеш Пал        | «Brave New World»     | 0        | 4       | 0        | 0        | 4    | –   |
| 6 | «Fool Moon»      | «It Can't Be Over»    | 0        | 8       | 4        | 10       | 22   |     |
| 7 | Виктор Кирай     | «Running Out Of Time» | 6        | 0       | 6        | 6        | 18   |     |
| 8 | HoneyBeast       | «A legnagyobb hős»    | 0        | 0       | 0        | 0        | 0    | –   |

## На Евровидении
Представитель Венгрии на конкурсе будет выступать во второй половине первого полуфинала, который пройдет 6 мая 2014 года в Копенгагене.